# Hutaimbaru (Baru)
Hutaimbaru is een bestuurslaag in het regentschap Padang Sidempuan van de provincie Noord-Sumatra, Indonesië. Hutaimbaru telt 3172 inwoners (volkstelling 2010).